# Budha
U hinduizmu, Budha (sanskrt बुध) bog je koji predstavlja planet Merkur. Poznat je i kao Saumya („Mjesečev sin”) te je vladar srijede, koja je po njemu nazvana Budhavara.
Budha je opisan kao sin Chandre, boga Mjeseca. Chandra — poznat i kao Soma — spavao je s Tarom, suprugom boga Bṛhaspatija (Jupiter) te je ona rodila Budhu. Druga verzija mita kaže da je Budha sin Chandre i njegove omiljene supruge Rohini, koja je kći Dakshe.
Budhina je žena Ila te je njihov sin bio kralj Pururavas.